# آلخاندرو پوئزتو
آلخاندرو پوئزتو (انگلیسی: Alejandro Puerto؛ زادهٔ ۱ اکتبر ۱۹۶۴) کشتی‌گیر آزاد اهل کوبا بود.
وی در مسابقات کشوری و بین‌المللی در مجموع برندهٔ ۴ مدال طلا، ۱ مدال نقره، ۲ مدال برنز شده‌است.